# Yambassa (peuple)
Pour les articles homonymes, voir Yambassa.
Les Yambassa (ou Yambasa, Yambessa) sont une population de langue bantoue vivant au Cameroun dans la Région du Centre, principalement dans les arrondissements de Bokito et Ombessa.